# Горишне-Плавнинское месторождение
Горишне-Плавнинское месторождение относится к Кременчугской магнитной аномалии и разрабатывается Полтавским ГОКом.
Длина залежи на Горишне-Плавнинском месторождении около 3 км. Мощность залежи в кондиционном контуре колеблется от 50-60 м в северной его части до 270 м в южной и в среднем составляет 115 м.
Мощность рыхлых отложений колеблется от 4 до 43 м, в среднем составляя 22 м. Установленная бурением максимальная глубина распространения рудной залежи составляет 960 м. Запасы железной руды составляют 1 167 060 тонн.